# Pap Éva (színművész, 1939–2023)
Pap Éva, gyakran Papp Éva (Pápa, 1939. március 15. – Budapest, 2023. július 23.) Jászai Mari-díjas magyar színésznő.

## Életútja
Apja korán meghalt, édesanyja újból férjhez ment, hogy ne egyedül nevelje fel két gyermekét. 18 évesen, 1957-ben került fel Budapestre. Rögtön felvették a Színház- és Filmművészeti Főiskolára, ahol 1961-ben végzett Simon Zsuzsa és Gáti József osztályában. A főiskola elvégzése után a Szegedi Nemzeti Színházhoz került, mivel a kor szokásának megfelelően kötelező volt vidéki színháznál kezdeni. 1963-ban már Budapestre került a Nemzeti Színházhoz, majd 1966-ban átszerződött a Vígszínházba. 1982-ben újra a Szegedi Nemzeti Színház művésze lett, majd a következő évben Zalaegerszegre szerződött a Hevesi Sándor Színház társulatába. Két év elteltével, 1985-től a kecskeméti Katona József Színházban játszott, 1987-től pedig a nyíregyházi Móricz Zsigmond Színház tagja lett. Hat évig volt szabadúszó színész, majd 1994 és 2003 között a Madách Színház társulatához tartozott.
Alapvetően lírai alkatú színész, de drámai és vígjátéki szerepekben is sikeres.
Férje Koltai János, Jászai Mari-díjas színművész.
2023. július 23-án hunyt el, családja kérésére nem adták hírbe, csak 1 hónappal később jelent meg az első nyilvános hír róla.

## Fontosabb színházi szerepei
- William Shakespeare: Rómeó és Júlia – Júlia
- Thornton Wilder: A mi kis városunk – Emily
- Jean-Paul Sartre: Altona foglyai – Johanna
- Lope de Vega: A furfangos menyasszony – Fenisa
- Örkény István: Macskajáték – Egérke
- Anton Pavlovics Csehov: Három nővér – Irina
- William Shakespeare: Sok hűhó semmiért – Beatrice
- Sardou: Szókimondó asszonyság – Catherine
- Agatha Christie: Az egérfogó – Miss Casewell
- Kocsis István: A korona aranyból van – Stuart Mária
- Nádas Gábor-Szenes Iván: Imádok férjhez menni – Viktória
- Bengt Ahlfors: Színházkomédia – Linda Molin
- Giulio Scarnacci–Renzo Tarabusi: Kaviár és lencse – Vietoris
- Németh László: Széchenyi – Crescentia
- Jean Anouilh: Becket – Anyakirályné
- Kosztolányi Dezső: Édes Anna – Tatárné,
- Ray Cooney-John Chapman: Ne most, drágám! – Mrs. Frencham
- Németh László: Cseresnyés – Anna

## Filmszerepei
Korán felfedezte a filmes szakma, pályája első tíz évében rengeteget filmezett.

### Játékfilmek
- Kis József: Égrenyíló ablak (1959)
- Ranódy László: Akiket a pacsirta elkísér (1959)
- Keleti Márton: Pár lépés a határ (1959)
- Fehér Imre: Gyalog a mennyországba (1959)
- Rényi Tamás: Két emelet boldogság (1960)
- Nádasy László: Megöltek egy lányt (1961)
- Keleti Márton: Puskák és galambok (1961)
- Makk Károly: Megszállottak (1962) .... Eti
- Makk Károly: Mit csinált felséged 3-tól 5-ig? (1964)
- Zolnay Pál: ... hogy szaladnak a fák! (1966)
- Várkonyi Zoltán: Egy magyar nábob (1966)
- Fehér Imre: Harlekin és szerelmese (1967)
- Rényi Tamás: A völgy (1968)
- Máriássy Félix: Imposztorok (1969)
- Révész György: Utazás a koponyám körül (1970)
- Fábri Zoltán: Hangyaboly (1971)
- Huszárik Zoltán: Szindbád (1971)
- Bacsó Péter: Szikrázó lányok (1974)
- Fábri Zoltán: Magyarok (1978)
- Szörény Rezső: Boldog születésnapot, Marilyn! (1980)
- Révész György: Akli Miklós (1986)
- Böszörményi Géza: Laura (1986)
- Makk Károly: Magyar rekviem (1991)
- Makk Károly: A játékos (1997)

### TV-filmek
- Rózsa János: Anna Frank naplója (rövid játékfilm)
- Kígyós Sándor: Egyszerű (rövid játékfilm) (1961)
- Máriássy Félix: A pékinas lámpása (1961)
- Both Béla: Hókirálynő (színházi közvetítés) (1964)
- Mészáros Gyula: Karácsonyi ének (1964)
- Illyés Gyula: Tűvétevők (1966)
- Benedek Árpád: Világraszóló lakodalom (1967)
- Herskó János, Markos Miklós, Palásthy György, Simó Sándor, Fazekas Lajos: Bors (sorozat) (1968)
- Esztergályos Károly: Vasárnapok (1971)
- Gaál Albert: Átmenő forgalom (1973)
- Félix László: Ida regénye (1974)
- Rémiás Gyula: Embersirató (1974)
- Horvai István: Három nővér (színházi felvétel) (1975)
- Kalmár András: A peleskei nótárius (1975)
- Révész György: Két pont között a legrövidebb görbe (1976)
- Horváth Ádám: Petőfi (sorozat) (1977)
- Gaál Albert: Feltételes vallomás (1978)
- Gaál Albert: Tessék engem elrabolni (1980)
- Horváth Z. Gergely: Özvegy és leánya (1983)
- Révész György: Mint oldott kéve (történelmi sorozat) (1983)
- Mihályfi Imre: A megközelíthetetlen (1989)
- Havas Péter: A szivárvány harcosa (2001)

## Szinkronszerepei
- Téboly (Fury, 1936) .... Katherine Grant (Silvya Sidney)
- Pinokkió (Pinocchio, 1940) .... Kék Tündér (Evelyn Venable)
- Bambi (Bambi, 1942) .... Virág, a görény gyerekként és serdülőként
- Hamupipőke (Cinderella, 1950) .... Hamupipőke
- Éjszakai kísértet (Das Nachtgespenst, 1953) .... Trixie (Liselotte Pulver)
- Vörös és fekete (Le rouge et le noir, 1954) .... Elisa (Anna – Maria Sandri)
- Édentől keletre (East of eden, 1955) .... Abra (Julie Harris)
- Lépések a ködben (Footsteps in the fog, 1955) .... Elizabeth Travers (Brenda Lee)
- A Rumjancev-ügy (Delo Rumyantseva, 1955) .... Klavgyija Naumenko (Nelli Podgornaya)
- Feltámadás (Auferstehung, 1958) .... Missy (Ruth Niehaus)
- Három idegen Rómában (Tre straniere a Roma, 1958) .... Elsa (Françoise Danell)
- A nevelő (Der Pauker, 1958) .... Vera Bork (Wera Frydtberg)
- Ballada a katonáról (Ballada o szoldatje, 1959) .... Sura (Zhanna Prokhorenko)
- Csipkerózsika (Sleeping Beauty, 1959) .... Fauna (Barbara Jo Allen)
- A bíró (Il Magistrato, 1959) .... Orlando felesége (Claudia Cardinale)
- Búcsú a felhőktől (Abschied von den Wolken, 1959) .... Carka (Sonja Ziemann)
- Szombat este, vasárnap reggel (Saturday Night and Sunday Morning, 1960) .... Mrs. Seaton (Elsie Wagstaff)
- Válás olasz módra (Divorzio all’italiana, 1961)
- Csak ketten játszhatják (Only Two Can Play, 1962) .... Jean, John felesége (Virginia Maskell)
- Lélekmentők társasága (Crooks Anonymous, 1962) .... Babette LaVern (Julie Christie)
- Szerencse a szerelemben (Comment réussir en amour, 1962) .... Sophie Rondeau (Dany Saval)
- A tárgyalás (Term of Trial, 1962) .... Shirley Taylor (Sarah Miles)
- Tom Jones (Tom Jones, 1963) .... Fogadósné (Avis Bunnage)
- Bakfis (Smarkula, 1964) .... Krysia Kowalska (Anna Prucnal)
- Beszéljünk a nőkről (Se permettete parliamo di donne, 1964) .... Margherita, a vonakodó lány (Sylva Koscina)
- Elcsábítva és elhagyatva (Sedotta e abbandonata, 1964)
- Élők és holtak (Zhivye i myortvye, 1964) .... Tánya Ovszjannyikova (Lyudmila Krylova)
- Félelem (Strach, 1964) .... Vera Klimová (Helga Cocková)
- Hamlet (Gamlet, 1964) .... Ophelia (Anastasiya Vertinskaya)
- Ivána és a futball (Ivana v útoku, 1964) .... A tanítónő (Marie Durnová)
- Moszkvai séta (Ja sagaju po Moszkve, 1964) .... Aljona (Galina Polskikh)
- Térden állva jövök hozzád (In ginocchio da te, 1964) .... Carla Todisco (Laura Efrikian)
- Akasztottak erdeje (Padurea spânzuratilor, 1965)
- Az első tanító (Pjervij ucsityel, 1965) .... Altinaj (Natalya Arinbasarova)
- Ha már nem lennél az enyém (Se non avessi piu te, 1965) .... Carla Todisco (Laura Efrikian)
- Háború és béke – Andrej Bolkonszkij (Vojna i mir I: Andrej Bolkonszkij, 1965) .... Liza Bolkonszkaja (Anastasiya Vertinskaya)
- A kórterem (Palata, 1965) .... Nővér (Zhanna Prokhorenko)
- A különleges osztály (Neobycejná trída, 1965)
- A legszebb (Die Allerschönste, 1965) .... Lore (Helga Piur)
- Rita (Rita, la figlia americana, 1965) .... Rita D’Angelo (Rita Pavone)
- Az apáca (La religieuse, 1966) .... Thérèse nővér (Yori Bertin)
- Tanár úrnak szeretettel (To Sir, with Love, 1967) .... Gillian Blanchard (Suzy Kendall)
- Az Angyal vérbosszúja (Vendetta for the Saint, 1968) .... Gina Destamio (Rosemary Dexter)
- A legszebb hónap (Les mois le plus beau, 1968)
- Szeszélyes nyár (Rozmarné léto, 1969) .... Anna (Jana Preissová)
- Egy királyi álom (A Dream of Kings, 1969) .... Anna (Inger Stevens)
- Minden eladó (Wszystko na sprzedaz, 1969) .... Elzbieta (Elzbieta Czyzewska)
- Banánköztársaság (Bananas, 1970)
- Dekameron (Il Decameron, 1971)
- Forsyte Saga (1971) .... Flower (Susan Hampshire)
- Elza kölykei (Living Free, 1972) .... Joy Adamson (Susan Hampshire)
- A mező liliomai (Lalie polné, 1972) .... Paula (Zofia Martisová)
- Pénzt vagy életet! (Juggernaut, 1974)
- Az ígéret földje (Ziemia obiecana, 1975) .... Müllerowa (Danuta Wodynska)
- Monte Cristo grófja (The Count of Monte-Cristo, 1975) .... Mercedes (Kate Nelligan)
- Klein úr (Monsieur Klein, 1976)
- Érzéstelenítés nélkül (Bez znieczulenia, 1978) .... Ewa Michalowska (Ewa Dałkowska)
- Garni-zóna (An officer and a gentleman, 1982) .... Esther Pokrifki (Grace Zabriskie)
- A NIMH titka (The Secret of NIMH, 1982) .... Cickány néni (Hermione Baddeley)
- Big Man – 1 uncia=395 dollár (Il Professore – 395000 dollar l’oncia, 1988) .... Madlen, Daniel felesége (Pascale Roberts)
- Cinema Paradiso (Nuovo cinema Paradiso, 1989)
- Alice (Alice, 1990)
- Tűsarok (Tacones lejanos, 1991)
- Micsoda csapat (A League of Their Own, 1992)
- Kika (Kika, 1993)
- Fújhatjuk! (Brassed Off, 1996) .... Ida (Mary Healey)
- Boldog karácsonyt, Miss King! (Happy Christmas, Miss King, 1998)
- Copperfield Dávid (David Copperfield, 1999) .... Mrs. Micawber (Imelda Staunton)
- Édesek és mostohák (Wives and Daughters, 1999)
- Szép remények (Great Expectations, 1999)
- Nora és Joyce (Nora, 2000)
- A nyugodt város (La ville est tranquille, 2000) .... Paul anyja (Pascale Roberts)
- Idegen szív (Heart of a Stranger, 2002) .... Ruth LaSalle (Donna Goodhand)
- Véres vasárnap (Bloody Sunday, 2003)
- Vodka Lemon (Vodka Lemon, 2003)
- Cukornagyi (Zuckeroma, 2004) .... Gusti (Ingrid Burkhard)
- Hé, haver, nyomd a verdát! (Going the Distance, 2004) .... Libby mama (Jackie Burroughs)
- Egy kutya miatt (Because of Winn-Dixie, 2005) .... Miss Franny (Eva Marie Saint)

## Kései színdarabjai
- 2000

Koltai János: Ábrahám és Izsák
Nagy Viktor: Széchenyi
Szirtes Tamás: Hölgy a furgonban
Valló Péter: Hagyd a nagypapát
- 2002

Koltai János: A primadonna
- 2003

Koltai János: Cseresnyés
- 2005

Éless Béla: A néma levente (az Éless-Színben)
Az intenzív szakmai munkának 2003-ban bekövetkezett balesete vetett véget, súlyos bokatörést szenvedett. Az utána következő évek a Budaörsi Játékszínben teltek. Később a Kőrösi Csoma Sándor Kőbányai Kulturális Központban (a volt Pataky Művelődési Központban) működő Éless-Szín darabjaiban vállalt szerepeket.
Kitűnő versmondó. A Papirusz Book Kiadó 2007-ben hangoskönyvben, az ő előadásában adta ki 36 versből és 5 dalból álló lírai Ady-albumát.

## Könyvei
- Holdpor. Regény (Magyar Napló, Budapest, 2015) ISBN 9786155465550[10]
- Hol van az út, az igazság és az élet (Széphalom, Budapest, 2019), versek

## Elismerései
- Jászai Mari-díj (1972)
- Magyar Filmkritikusok Díja (1962, 1979)[11]
  - Legjobb női alakítás (1962: Megöltek egy lányt, 1979: Magyarok)
- Darvas József-díj (1994)